# 塔寺駅
塔寺駅（とうでらえき）は、福島県河沼郡会津坂下町大字気多宮（けたのみや）にある、東日本旅客鉄道（JR東日本）只見線の駅である。

## 歴史
- 1928年（昭和3年）11月20日：一般駅として開業[1][2]。
- 1971年（昭和46年）8月29日：貨物および荷物の取り扱いを廃止[3]。駅無人化[4]。
- 1987年（昭和62年）4月1日：国鉄分割民営化により、 東日本旅客鉄道（JR東日本）の駅となる[2][5]。
- 2002年（平成14年）3月：駅舎を改築。

## 駅構造
単式ホーム1面1線と引込み線を有する地上駅である。ホームは駅前の道路より高い位置にあるため、上屋つきの階段で連絡している。ホーム上には、階段に接して小さな待合室が設けられている。
会津若松駅管理の無人駅である。

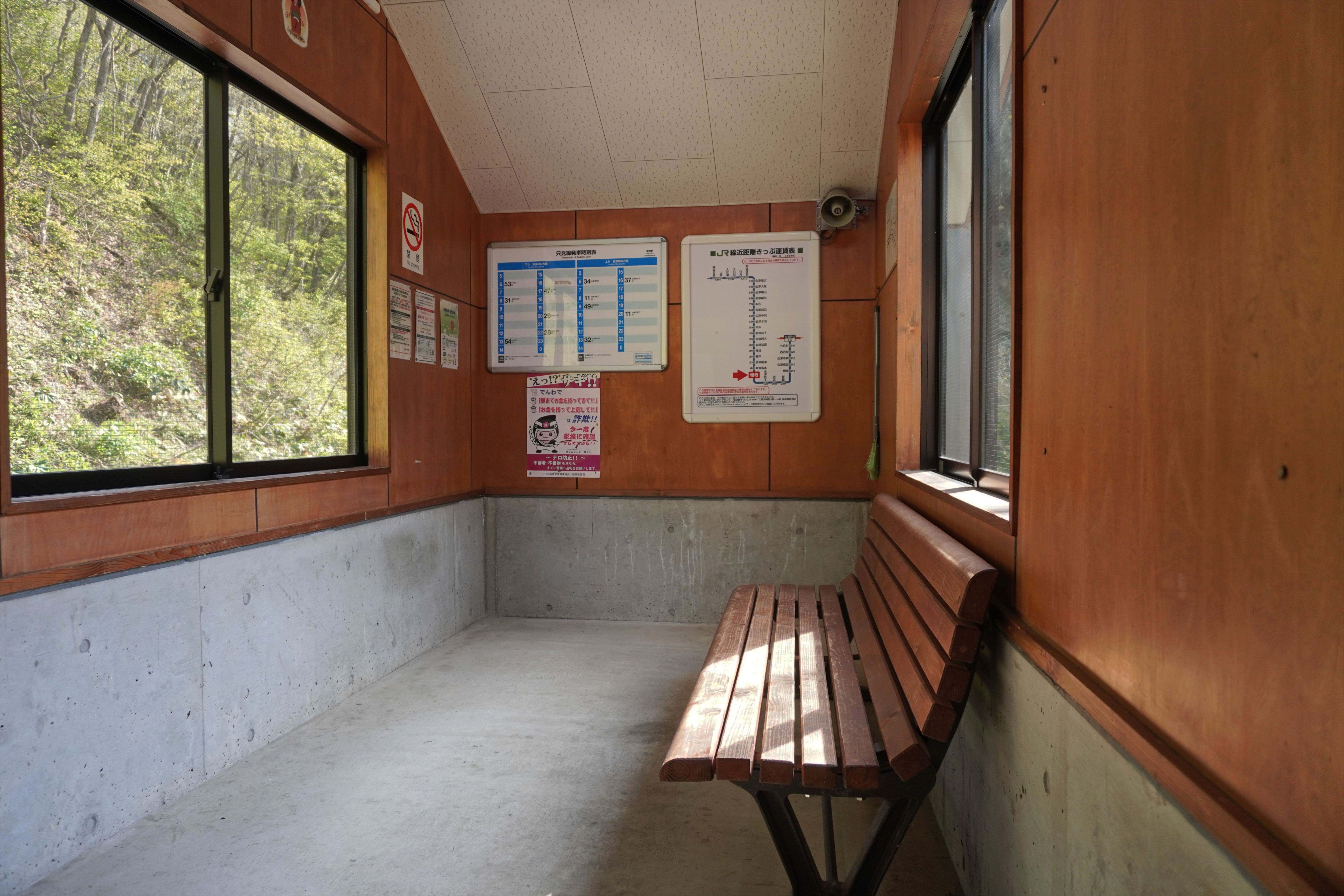
待合室（2023年4月）
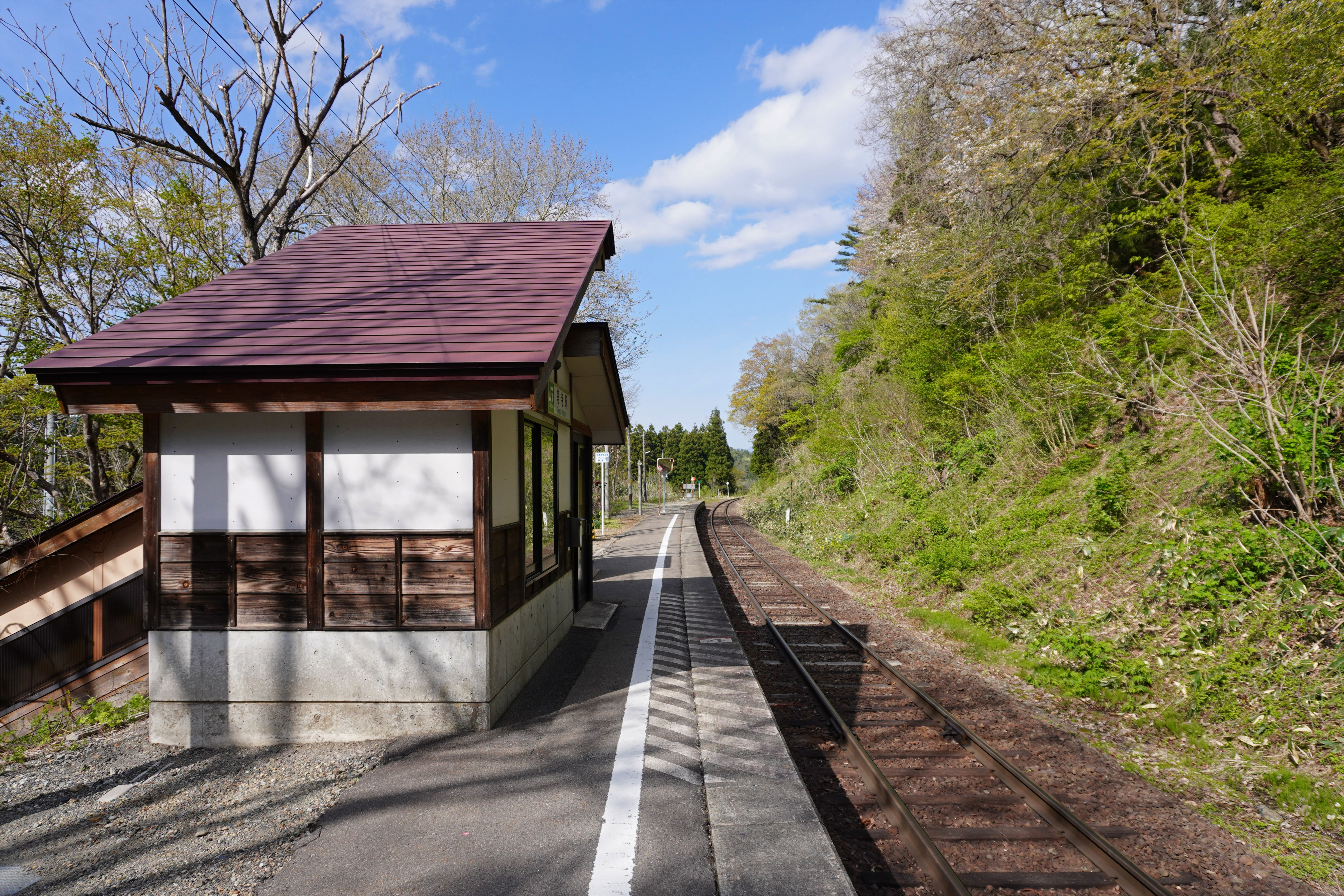
ホーム（2023年4月）

## 利用状況
「福島県統計年鑑」によると、2000年度（平成12年度）- 2004年度（平成16年度）の1日平均乗車人員の推移は以下のとおりであった。
| 乗車人員推移       | 乗車人員推移     | 乗車人員推移 |
| 年度               | 1日平均 乗車人員 | 出典         |
| ------------------ | ---------------- | ------------ |
| 2000年（平成12年） | 11               | [ 6 ]        |
| 2001年（平成13年） | 8                | [ 7 ]        |
| 2002年（平成14年） | 11               | [ 8 ]        |
| 2003年（平成15年） | 8                | [ 9 ]        |
| 2004年（平成16年） | 8                | [ 10 ]       |

## 駅周辺
- 気多宮追分石（左：柳津路、右：越後路）- 駅出口から北へ徒歩約4分
- 気多宮郵便局
- 妙運寺
- 国道49号
- 福島県道43号会津坂下山都線
- 福島県道223号塔寺停車場線

## 隣の駅
東日本旅客鉄道（JR東日本）
■只見線
会津坂下駅 - 塔寺駅 - 会津坂本駅